# Trenes Culturales
Trenes Culturales es el nombre de una iniciativa realizada del 27 de enero al 10 de marzo de 2024 por el Ministerio de las Culturas, las Artes y el Patrimonio de Chile en conjunto con la Empresa de los Ferrocarriles del Estado (EFE) que contempla actividades gratuitas durante su recorrido. La iniciativa se enmarca en las celebraciones de los 140 años de la empresa ferroviaria estatal chilena, siendo anunciada durante el acto conmemorativo de dicho aniversario, realizado el 4 de enero de 2024.

## Recorrido
El recorrido de los Trenes Culturales contempla detenciones en 6 comunas:
- Estación Central (27 de enero), con participaciones de La Patogallina, Perro Chocolo, Francisca Valenzuela y Los Vásquez.[6]
- Constitución (9, 10 y 11 de febrero), con participaciones de Inti Illimani, Joe Vasconcellos, Pablo Chill-E, Cachureos y Cantando Aprendo a Hablar.[7]
- San Fernando (16, 17 y 18 de febrero), con las presentaciones de Lucybell, Noche de Brujas, Rodrigo Tapari (exvocalista de Ráfaga), y las bandas locales Antonio Kulumi, Jinny Jopler.[8]
- Curicó (23, 24 y 25 de febrero), con participaciones de Chico Trujillo, Fernando Ubiergo, Eduardo Gatti, Ninoska, María Jimena Pereyra, José Alfredo Fuentes, Jordan, Sonora Sensación y Cantando aprendo a hablar.[9]
- Lautaro (1, 2 y 3 de marzo), con presentaciones de María José Quintanilla, Jere Klein, María Jimena Pereyra, Cachureos, Javiera Mena, Villa Cariño e Inti Illimani.[10]
- Rancagua (8, 9 y 10 de marzo), con la participación de Pinta Flo, Sinergia Kids, 31 Minutos, Maka Meléndez, Maga Ortúzar, Zetáceos, Los Vikings 5 y Américo.[11]

## Actividades y artistas
En cada una de las detenciones se realizarán conciertos, ferias gastronómicas y espacios literarios, entre otros. Los artistas contemplados en la programación de los Trenes Culturales son:
- Américo
- Cachureos
- Cantando aprendo a hablar
- Chico Trujillo
- Francisca Valenzuela
- Inti Illimani
- Javiera Mena
- Joe Vasconcellos
- José Alfredo Fuentes
- La Patogallina
- Los Vásquez
- Los Viking's 5
- Lucybell
- María José Quintanilla
- Noche de Brujas
- Pablo Chill-E
- Perro Chocolo
- Rodrigo Tapari
- Tikitiklip
- Villa Cariño

También se anunció la participación de grupos regionales y bandas provenientes de las Escuelas de Rock y Música Popular.